# Зелім Коцоєв
Зелім Коцоєв (9 серпня 1998 , Беслан, Північна Осетія — Аланія ) — азербайджанський дзюдоїст, олімпійський чемпіон 2024 року, чемпіон світу та Європи. До 2014 року включно виступав за збірну України.

## Спортивні результати на міжнародних змаганнях

### Виступи на Олімпіадах
| Змагання                    | Місце проведення | Вагова категорія | Місце      |
| --------------------------- | ---------------- | ---------------- | ---------- |
| Літні Олімпійські ігри 2020 | Токіо, Японія    | до 100 кг        | 1/8 фіналу |
| Літні Олімпійські ігри 2024 | Париж, Франція   | до 100 кг        | Золото     |

### Виступи на Чемпіонатах світу
| Змагання                     | Місце проведення    | Вагова категорія | Місце       |
| ---------------------------- | ------------------- | ---------------- | ----------- |
| Чемпіонат світу з дзюдо 2018 | Баку, Азейбарджан   | до 100 кг        | 1/32 фіналу |
| Чемпіонат світу з дзюдо 2019 | Токіо, Японія       | до 100 кг        | 1/16 фіналу |
| Чемпіонат світу з дзюдо 2019 | Токіо, Японія       | змішана команда  | 5 місце     |
| Чемпіонат світу з дзюдо 2022 | Ташкент, Узбекистан | до 100 кг        | Бронза      |
| Чемпіонат світу з дзюдо 2023 | Доха, Катар         | до 100 кг        | Бронза      |
| Чемпіонат світу з дзюдо 2024 | Абу-Дабі, ОАЄ       | до 100 кг        | Золото      |

### Виступи на Чемпіонатах Європи
| Змагання                      | Місце проведення    | Вагова категорія | Місце      |
| ----------------------------- | ------------------- | ---------------- | ---------- |
| Чемпіонат Європи з дзюдо 2018 | Тель-Авів, Ізраїль  | до 100 кг        | Бронза     |
| Європейські ігри 2019         | Мінськ, Білорусь    | до 100 кг        | 1/8 фіналу |
| Чемпіонат Європи з дзюдо 2020 | Прага, Чехія        | до 100 кг        | Бронза     |
| Чемпіонат Європи з дзюдо 2021 | Лісабон, Португалія | до 100 кг        | Бронза     |
| Чемпіонат Європи з дзюдо 2023 | Монпельє, Франція   | до 100 кг        | Золото     |
| Чемпіонат Європи з дзюдо 2024 | Загреб, Хорватія    | до 100 кг        | 5 місце    |

## Зовнішні посилання
- Зелім Коцоєв на сайті International Judo Federation (англійська)
- Зелім Коцоєв на сайті International Judo Federation (англійська)
- Зелім Коцоєв на сайті JudoInside.com (англійська)
- Зелім Коцоєв на сайті AllJudo.net (французька)
- Зелім Коцоєв на сайті Olympics.com (англійська)
- Зелім Коцоєв на сайті Olympedia (англійська)